# Pier Vincenzo Mengaldo
Pier Vincenzo Mengaldo (Milano, 28 novembre 1936) è un filologo, critico letterario e linguista italiano, oltre che storico della lingua italiana.
Professore emerito di Storia della lingua italiana presso l'Università degli Studi di Padova, si è sempre dimostrato sensibile ai metodi della critica stilistica ed è autore di numerosi studi che vanno dall'epoca di Dante al Novecento.

## Biografia
Nato a Milano nel 1936, Mengaldo si è laureato a Padova con Gianfranco Folena nel 1959; dopo un'esperienza di insegnamento nelle scuole superiori, è stato assistente e successivamente incaricato di Storia della lingua italiana nelle università di Genova, Ferrara e infine Padova, dove ha insegnato sino al 2009. Ha inoltre tenuto corsi presso università straniere, tra cui la Sorbona di Parigi (1982-1984), la Brown University di Providence negli Stati Uniti (1988) e l'Università di Basilea (1990-1991).
Nel 1987 l'Università di Chicago gli ha conferito una laurea honoris causa.
È socio dell'Accademia della Crusca, ha collaborato con diverse riviste letterarie con articoli di critica, è direttore della rivista "Stilistica e metrica italiana", è stato condirettore di "Lingua e stile" e fa parte del comitato di "Horizonte" e di "La parola del testo". Dirige insieme ad Alfredo Stussi la collana Scrittori italiani della Fondazione Pietro Bembo presso l'editore Guanda.
È stato attaccato dallo scrittore Ferdinando Camon per aver promosso in un concorso a cattedra universitaria, il fratello della sua compagna. 
Ha vinto numerosi premi per la letteratura italiana e la filologia, tra i quali il Premio Ruotolo-Joppolo, il Premio Grinzane-Terra d'Otranto, il Premio Marino Moretti.
Il 22 aprile 2009 ha tenuto a Palazzo Maldura la sua ultima lezione, dedicata a Giacomo Leopardi; in occasione del suo settantesimo compleanno gli è stato dedicato un volume.

## Opere

### Libri
- La lingua del Boiardo lirico, Collana Biblioteca dell'Archivum romanicum n. 30, Firenze, Olschki, 1963, ISBN 978-88-222-1844-5.
- La tradizione del Novecento, Collana Critica e filologia n. 8, Milano, Feltrinelli, 1975. - La tradizione del Novecento. Prima serie, Collana Nuova cultura n.53, Bollati Boringhieri, Torino, 1996, ISBN 978-88-33-90969-1.
- Linguistica e retorica di Dante, Collana Saggi. Nuova serie, Pisa, Nistri-Lischi, 1978, ISBN 978-88-8381-013-8.
- La tradizione del Novecento: nuova serie, Collana Saggi, Firenze, Vallecchi, 1987. - La tradizione del Novecento. Seconda serie, Collana Biblioteca, Einaudi, Torino, 2003, ISBN 978-88-06-14915-4.
- L'epistolario di Nievo: un'analisi linguistica, Collana Saggi, Bologna, Il Mulino, 1987, ISBN 978-88-15-01432-0.
- La tradizione del Novecento. Terza serie, Collana Paperbacks n. 216, Torino, Einaudi, 1991.
- Storia della lingua italiana. Il Novecento, Collana La nuova scienza, Bologna, Il Mulino, 1994, ISBN 978-88-15-04332-0. - col titolo Storia dell'Italiano nel Novecento. Seconda edizione, Collana Manuali, Il Mulino, Bologna, 2014, ISBN 978-88-15-25311-8.
- Antologia personale, Collana Varianti, Torino, Bollati Boringhieri, 1995, ISBN 978-88-339-0923-3.
- Profili critici del Novecento, Torino, Bollati Boringhieri, 1998.
- Giudizi di valore, Collana contemporanea n. 70, Torino, Einaudi, 1999, ISBN 978-88-06-14794-5.
- La tradizione del Novecento. Quarta serie, Collana Nuova cultura n. 73, Torino, Bollati Boringhieri, 2000, ISBN 978-88-339-1191-5.
- Prima lezione di stilistica, Collana Universale.Prime lezioni n. 804, Roma-Bari, Laterza, 2001, ISBN 978-88-420-6363-6.
- Gli incanti della vita. Studi su poeti italiani del Settecento, Collana L'upupa, Padova, Esedra, 2003, ISBN 978-88-86413-73-2.
- Studi su Salvatore Di Giacomo, Collana Letterature, Napoli, Liguori, 2003, ISBN 978-88-207-3507-4.
- Tra due linguaggi. Arti figurative e critica, Collana Saggi.Arte e letteratura, Torino, Bollati Boringhieri, 2005, ISBN 978-88-339-1586-9.
- Sonavan le quiete stanze. Sullo stile dei «Canti» di Leopardi, Collana Saggi n. 647, Bologna, Il Mulino, 2006, ISBN 978-88-15-10940-8.
- La vendetta è il racconto. Testimonianze e riflessioni sulla Shoah, Collana Nuova cultura n. 144, Torino, Bollati Boringhieri, 2007, ISBN 978-88-339-1735-1.
- In terra di Francia. Balzac e altri, Collana Mod n. 22, Pisa, ETS, 2011, ISBN 978-88-467-2667-4.
- Leopardi antiromantico, Collana Saggi n. 771, Bologna, Il Mulino, 2012, ISBN 978-88-15-23823-8.
- Per Vittorio Sereni, Collana Biblioteca, Torino, Aragno, 2013, ISBN 978-88-8419-643-9. Nuova ed. Macerata, Quodlibet, 2022, ISBN 9788822906953.
- Saggi pascoliani, Bologna, Pàtron, 2015, ISBN 978-88-555-3311-9.
- Due ricognizioni in zona di confine, Collana Tracce n. 1, Monte Università Parma, 2015, ISBN 978-88-7847-469-7.
- Dalle origini all'Ottocento. Filologia, storia della lingua, stilistica, Sismel-Edizioni del Galluzzo, Firenze, 2016, ISBN 978-88-8450-713-6.
- La tradizione del Novecento. Quinta serie, Collana Saggi n. 77, Roma, Carocci, 2017, ISBN 978-88-430-8544-6.
- Com'è la poesia, Collana Sfere Extra, Roma, Carocci, 2018, ISBN 978-88-430-9296-3.
- Per Primo Levi, Torino, Einaudi, 2019, ISBN 978-88-062-4025-7.
- Dal Medioevo al Rinascimento. Saggi di lingua e stile, a cura di Sergio Bozzola e Chiara De Caprio, Collana Forme e stili del testo, Roma, Salerno, 2019, ISBN 978-88-697-3413-7.
- I chiusi inchiostri. Scritti su Franco Fortini, a cura di Donatello Santarone, Collana Saggi, Macerata, Quodlibet, 2020, ISBN 978-88-229-0429-4.
- Saggi e note su Saba, Macerata, Quodlibet, 2024, ISBN  978-8822922274.

### Curatele
- Matteo Maria Boiardo, Opere volgari, Collezione Scrittori d'Italia, Bari, Laterza, 1962.
- Dante Alighieri, De vulgari eloquentia, Padova, Antenore, 1968. - in Opere minori, vol. III, Milano-Napoli, Ricciardi, 1979.
- Rustico di Filippo, Sonetti, Collezione di poesia n.88, Torino, Einaudi, 1971.
- AA.VV., Poeti italiani del Novecento, Collezione I Meridiani, Milano, Mondadori, 1978, II° ed., 1981. - Collana Biblioteca n.26, Mondadori, 1981; Collana Oscar Baobab. Moderni, Mondadori, 2021, ISBN 978-88-047-3567-0.
- Attraverso la poesia italiana, Collana Antologie n.17, Roma, Carocci, 2008, ISBN 978-88-430-4630-0.
- Attraverso la prosa italiana, Collana Antologie n.18, Roma, Carocci, 2008, ISBN 978-88-430-4631-7.
- Antologia pascoliana, Collana Studi Superiori n.934, Roma, Carocci, 2014, ISBN 978-88-430-7197-5.
- Antologia leopardiana. La poesia, Collana Aulamagna n.75, Roma, Carocci, 2019, ISBN 978-88-430-9655-8.
- Antologia leopardiana. La prosa, Collana Aulamagna n.76, Roma, Carocci, 2019, ISBN 978-88-430-9656-5.